# 大区突击队
大区突击队是纳粹德国冲锋队的一个组织单位。
在1928年之前，大区突击队是冲锋队规模最大的单位。大区突击队由弗朗茨·普费弗·冯·萨洛蒙创立，最开始有19支。各突击队的管辖范围的边境线是刻意按照德国地区界线划分的，而不是按照邦边境线、党区边境线或者军事征兵区边境线划分的。 